# Harpullia carrii
Harpullia carrii är en kinesträdsväxtart som beskrevs av P.W. Leenhouts. Harpullia carrii ingår i släktet Harpullia och familjen kinesträdsväxter. Inga underarter finns listade i Catalogue of Life.